# Helicia yingtzulinia
Helicia yingtzulinia är en tvåhjärtbladig växtart som beskrevs av Shao Shun Ying. Helicia yingtzulinia ingår i släktet Helicia och familjen Proteaceae. Inga underarter finns listade i Catalogue of Life.